# 平野稜二
平野 稜二 （ひらの りょうじ、1994年3月23日 - ）は、日本の漫画家。富山県富山市出身。

## 来歴
子どものころから『週刊少年ジャンプ』（集英社）を愛読しており、富山高等専門学校在学中に漫画を描き始めた。4年生の頃、週刊少年ジャンプの新人漫画賞に投稿し入選は逃すものの、担当編集者が付くことになった。『少年ジャンプNEXT!!』（集英社）に読切を掲載後。長岡技術科学大学（新潟県）に編入し卒業する。卒業後は就職せずに、職業漫画家を目指して東京都に移り住んだ。2016年4月、読切『BOZE』が『週刊少年ジャンプ』に掲載される。その後は漫画家のアシスタントを務める。『週刊少年ジャンプ』2018年7号から20号まで『BOZEBEATS』（ボウズビーツ）を連載した。
『鬼滅の刃』のスピンオフ『鬼滅の刃 冨岡義勇【外伝】』前後編を『週刊少年ジャンプ』2019年18号・19号に連載。『鬼滅の刃公式スピンオフ「きめつのあいま！」』を『少年ジャンプ＋』2019年4月7日より全26話連載。

## 人物
好きな漫画は『皇国の守護者』・『ARMS』・『ぼくらの』。趣味・特技はハンドボール（キーパー）、ホーミー。

## 作品リスト

### 漫画作品

#### 連載
- BOZEBEATS（『週刊少年ジャンプ』2018年7号 - 20号）
- 鬼滅の刃公式スピンオフ「きめつのあいま！」（『少年ジャンプ+』2019年4月7日 - 2019年9月28日） - 『鬼滅の刃 外伝』に収録。
- 帝都聖杯奇譚 Fate/type Redline（『TYPE-MOONコミックエース』2019年12月20日 - ）

#### 読み切り
- 超獣GIGA（『少年ジャンプNEXT!』2014 WINTER）
- カラグリラ（『ジャンプNEXT!!』2015 vol.4）
- BOZE（『週刊少年ジャンプ』2016年17号） - 『BOZEBEATS』2巻に併録。
- 勇者ご一行の帰り道（『少年ジャンプ+』2018年8月2日）
- 鬼滅の刃 冨岡義勇 外伝（『週刊少年ジャンプ』2019年18号・19号） - 前後編。『鬼滅の刃』のスピンオフ。『鬼滅の刃 外伝』に収録。
- 鬼滅の刃 煉󠄁獄杏寿郎 外伝（『週刊少年ジャンプ』2020年45号・46号[7]） - 前後編。『鬼滅の刃 外伝』に収録。

### 書籍
- 『BOZEBEATS』、集英社〈ジャンプ コミックス〉2018年、全2巻
- 『帝都聖杯奇譚 Fate/type Redline』、KADOKAWA〈角川コミックス・エース〉2020年 - 、既刊5巻（2024年3月26日現在）

### その他
- Fate/Grand Order（ゲーム、2023年）「永倉新八」キャラクターデザイン